# Кикас, Яак Вернерович
Яак Кикас (Jaak Kikas) (родился 23 февраля 1949 года в Таллине) — советский и эстонский физик, профессор Тартуского университета, лауреат Государственной премии СССР (1986).
Окончил Таллиннскую среднюю школу № II (1967) и физический факультет Тартуского университета (1972, с отличием).
В 1979 году защитил кандидатскую диссертацию на тему «Некоторые вопросы исследования электронноколебательных спектров примесных молекул в неоднородных твердотельных матрицах» под руководством академика Карла Ребане.
Стажировался в университетах Базеля, Байрейта и Мюнхенском технологическом университете.
Трудовая деятельность:
- 1974—1995 на различных должностях в Институте физики Академии наук Эстонии
- с 1996 года профессор кафедры физики неструктурированных систем Тартуского университета
- 1996—2007 заведующий кафедрой материаловедения Тартуского университета
- 2008—2012 научный сотрудник отделения материаловедения Института физики Тартуского университета,
- 2013-2017 директор Института физики Тартуского университета.

Область научных интересов: разработка и внедрение методов твердотельной оптической высокоскоростной спектроскопии.
Также известен как фотограф.
Лауреат Государственной премии СССР (1986) — за цикл работ «Фотовыжигание стабильных спектральных провалов и селективная спектроскопия сложных молекул» (1972—1984).
Награждён орденом Белой Звезды IV степени (2014).